# Raphaël Personnaz

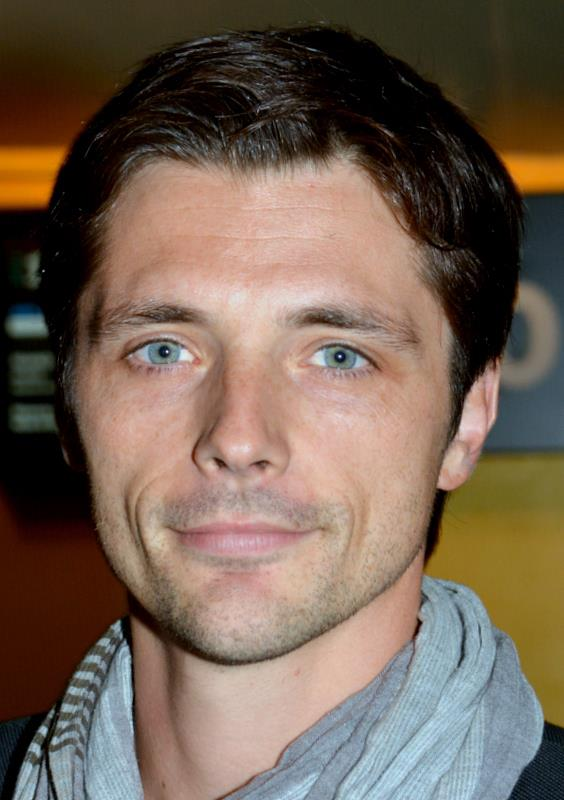
Raphaël Personnaz (2014)

Raphaël Personnaz (* 23. Juli 1981) ist ein französischer Schauspieler.

## Biografie
Raphaël Personnaz spielte bereits in seiner Jugend Theater und debütierte 1998 in einer Folge der Fernsehserie Un homme en colère als Schauspieler. Sein Leinwanddebüt gab er in dem 2001 erschienenen und von Pierre-Olivier Scotto inszenierten Liebesfilm Le roman de Lulu in einer kleinen Rolle an der Seite von Thierry Lhermitte und Patrick Bouchitey. Für seine Darstellung des Duc d’Anjou in dem Historienfilm Die Prinzessin von Montpensier wurde er bei der Verleihung des französischen Filmpreises César 2011 als Bester Nachwuchsdarsteller nominiert.
Beim Filmfestival von Cannes 2023 wurde er als Jurymitglied für die Vergabe der Caméra d’Or berufen.

## Filmografie (Auswahl)
- 1998: Un homme en colère (Fernsehserie, eine Folge)
- 2001: Le roman de Lulu
- 2005: Hilfe, bei mir wird renoviert (Travaux, on sait quand ça commence …)
- 2005: Tortur d’amour – Auf immer und ledig (Il ne faut jurer … de rien!)
- 2010: Die Prinzessin von Montpensier (La princesse de Montpensier)
- 2011: Glück auf Umwegen (La chance de ma vie)
- 2011: Special Forces (Forces spéciales)
- 2012: Anna Karenina
- 2013: Quai d’Orsay
- 2013: Marius
- 2013: Fanny
- 2014: Eine neue Freundin (Une nouvelle amie)
- 2018: The White Crow
- 2021: L’Opéra – Dancing in Paris (Fernsehserie, 8 Folgen)
- 2024: Bolero
- 2025: La femme la plus riche du monde

## Auszeichnungen
- 2013: Patrick-Dewaere-Preis